# Sporting Club Aubagne Air-Bel
 (mars 2024).
Si vous disposez d'ouvrages ou d'articles de référence ou si vous connaissez des sites web de qualité traitant du thème abordé ici, merci de compléter l'article en donnant les références utiles à sa vérifiabilité et en les liant à la section « Notes et références ».
Maillots
Actualités
Dernière mise à jour : 8 août 2025.
Le Sporting Club Aubagne Air-Bel, abrégé en SC Aubagne Air-Bel, est un club de football français fondé en 1989 et situé à Aubagne, dans la banlieue est de Marseille.
Dénommé initialement Aubagne FC, le club devient à l'été 2025 le SC Aubagne Air-Bel en se rapprochant du club SC Air Bel, club composé uniquement d'équipes de jeunes et situé dans le 11e arrondissement de Marseille.
L'équipe première évolue en National depuis la saison 2024-2025.

## Histoire
L'Aubagne Football Club voit le jour en 1989. Il est issu de la fusion de l'Entente aubagnaise, fondée en 1941, de la Jeunesse sportive aubagnaise, fondée en 1959, et du SO Charrel Aubagne.
Le club monte en 2008 en Division d'Honneur Méditerranée. Après deux saisons à ce niveau, le club accède au CFA 2 lors de la saison 2011-2012.
Le club termine deuxième de son groupe de National 3 lors de la saison 2019-2020 et accède pour la première fois de son histoire en National 2 pour la saison 2020-2021.
Lors de cette saison 2020-2021, le club accède pour la seconde fois de son histoire aux 1/32e de finale de la Coupe de France (éliminé par Dijon en 2013-2014), et à la suite d'une victoire face à l'Union sportive de Lège-Cap-Ferret, il se qualifie pour la première fois de son histoire en 1/16e de finale de Coupe de France de football. Le club s'incline à ce stade face au Toulouse FC.
Après une saison 2022-2023 compliquée terminée à la 11e place sur 16 et un maintien obtenu en toute fin de saison, l'entame 2023-2024 est également poussive avec deux défaites et un nul lors des trois premières journées. L'équipe réussit ensuite à redresser la barre avec une série de 21 matchs sans défaite,.
Le 27 avril 2024, à la suite de sa victoire contre le Hyères Football Club, le club est promu pour la première fois de son histoire en National. Les aubagnais terminent à la 6e place suite à une première saison réussie au troisième échelon du football français.
En mai 2025, le club fusionne avec celui du quartier marseillais de Air-Bel pour donner naissance au Sporting Club Aubagne Air-Bel.

## Palmarès
| Compétitions nationales |
| --- |
| Championnats - Championnat de France de football de National - Meilleure performance : 6e place en 2025 - Championnat de France de National 2 (D4) - Champion : 2024 - Vainqueur de groupe : 2024 Coupes - Coupe de France - Meilleure performance : 16e de finale en 2021 |

## Personnalités

### Entraîneurs
- 1978-1983 :  Joseph Bonnel
- 1984-1989 :  Félix Burdino
- 1998-2003 :  Bernard Rodriguez[8]
- 2003-2005 :  Christophe Pignol
- 2008-2016 :  Frédéric Cravero
- 2016-2018 :  Léon Galli[9]
- 2018-2022 :  Éric Rech[10],[11]
- 2022-2024 :  Mohamed Sadani[12]
- 2024 - février 2025 :  Maxence Flachez[13]
- février - mars 2025 :  Eddy Cardillo[14],[13]

### Joueurs
- René Gallian
- Lamine Gassama
- Samir Belamri
- Lionel Falzon
- Grégory Iborra
- Benjamin De Santi
- Mohamed M'Changama
- Nuno Da Costa
- Valentin Eysseric
- Yohan Mollo
- Achille Anani

### Effectif actuel
Le premier tableau liste l'effectif actuel de l'Aubagne FC pour la saison 2024-2025. Le second recense les prêts effectués par le club lors de cette même saison.
En grisé, les sélections de joueurs internationaux chez les jeunes mais n'ayant jamais été appelés aux échelons supérieurs une fois l'âge-limite dépassé ou les joueurs ayant pris leur retraite internationale.

## Image et identité

### Couleurs
Les couleurs du club sont le bleu marine et le jaune.

### Logos

Logo dans les années 2010
Logo en 2020
Logo entre 2022 et 2025
Logo actuel depuis 2025